# (204896) Giorgiobocca
(204896) Giorgiobocca est un astéroïde de la ceinture principale.

## Description
(204896) Giorgiobocca est un astéroïde de la ceinture principale. Il fut découvert le 16 octobre 2007 à Vallemare Borbona à l'Observatoire astronomique de Vallemare di Borbona par Vincenzo Silvano Casulli. Il présente une orbite caractérisée par un demi-grand axe de 3,13 UA, une excentricité de 0,03 et une inclinaison de 3,8° par rapport à l'écliptique.